# Transportista

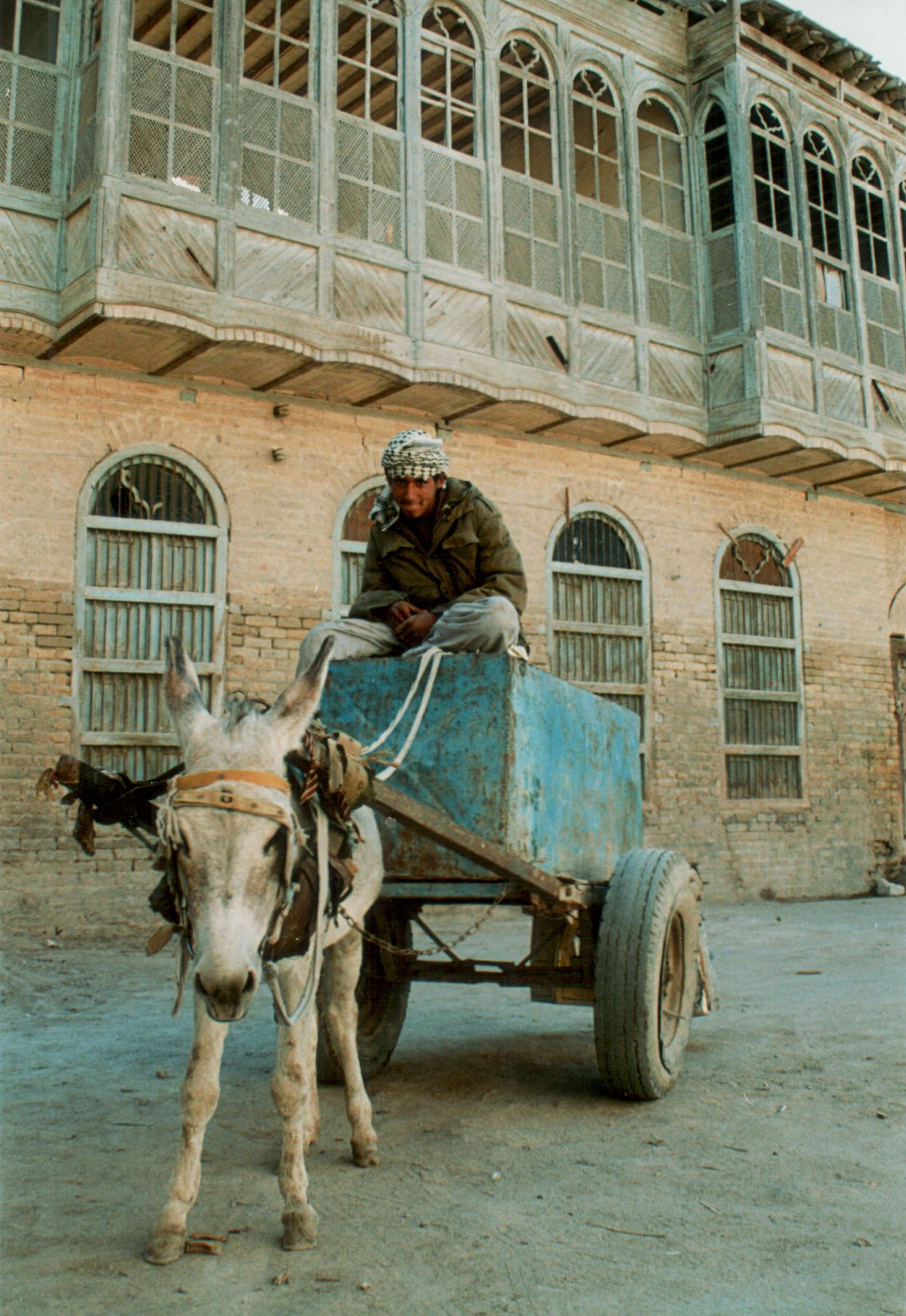
Transportista utilitzant un ruc a Basra (Iraq).

Un transportista és una persona que es dedica a transportar mercaderies. Normalment ho fan amb un camió, en aquest cas també es poden anomenar camioners. Fan el transport d'una sucursal a una altra de l'empresa, fins a algun lloc per comercialitzar les mercaderies, o bé cap al domicili del consumidor.